# Oak Grove (comté de Jackson, Missouri)
Pour les articles homonymes, voir Oak Grove.
Oak Grove est une ville en limite des comtés de Jackson et Lafayette, dans le Missouri, aux États-Unis,. Située à l'est du comté, elle est incorporée en 1881.

## Démographie
Lors du recensement de 2010, la ville comptait une population de 7 795 habitants. Elle est estimée, en 2016, à 7 994 habitants.

### Source de la traduction
- (en) Cet article est partiellement ou en totalité issu de l’article de Wikipédia en anglais intitulé « Oak Grove, Jackson County, Missouri » (voir la liste des auteurs).